# Vellèches
Vellèches település Franciaországban, Vienne megyében. Lakosainak száma 349 fő (2022. január 1.). Vellèches Antogny-le-Tillac, Marigny-Marmande, Antran, Dangé-Saint-Romain, Leigné-sur-Usseau, Mondion, Usseau és Vaux-sur-Vienne községekkel határos.

## Népesség
A település népessége az elmúlt években az alábbi módon változott:
| Lakosok száma | 403  | 377  | 370  | 363  | 362  | 358  | 355  | 352  | 349  |
|               | 2013 | 2015 | 2016 | 2017 | 2018 | 2019 | 2020 | 2021 | 2022 |